# Kronologija Domovinskog rata: lipanj 1996.

### 1. lipnja
- Počinje novi krug rasprava o sukcesiji imovine bivše SFRJ: u vrijeme raspada bivše države, vojna oprema i objekti, devizne rezerve, potraživanja i nekretnine u inozemstvu vrijedili više od 80 milijardi dolara.[1]

### 2. lipnja
- U Ženevi počeli razgovori o daljnjoj provedbi Daytonskog sporazuma, prvenstveno o stvaranju uvjeta za raspisivanje izbora u BiH. Predsjednik Tuđman sastao se s Christopherom.[1]
- Samozvana potpredsjednica srpskog entiteta u BiH Biljana Plavšić trebala bi naslijediti Radovana Karadžića i bila bi priznata od međunarodne zajednice kao vršitelj dužnosti predsjednika RS i partner za pregovore, rekao u Ženevi Carl Bildt.[1]

### 3. lipnja
- SRJ bi ponovno mogle biti nametnute sankcije, ako srbijanski predsjednik Milošević ne osigura Karadžićevo i Mladićevo uklanjanje s vlasti, rekao u Ženevi američki državni tajnik Warren Christopher.[1]

### 4. lipnja
- Srpska politika etničkog čišćenja Banja Luke i cijele BiH sustavno se provodi već sedam desetljeća.[1]
- Bivši švedski premijer Carl Bildt zasad jedini kandidat za nasljednika lorda Owena, koji je dao ostavku na položaj supredsjedatelja u Međunarodnoj konferenciji za bivšu Jugoslaviju.[1]
- Osnutak Snaga za brzo djelovanje ugrožava dosadašnje metode UN-a u bivšoj Jugoslaviji, smatra Pariz, jer vojni zapovjednici na terenu neće više morati čekati dozvolu iz New Yorka, već će moći djelovati autonomno.[1]
- Vojni vođa bosanskih Srba Ratko Mladić zabranio oslobađanje talaca (još 257 zatočenih) plavih kaciga sve dok Srbi ne dobiju jasna jamstva o prestanku zračnih udara na njihove položaje u Bosni.[1]
- U Kotoru, u biskupskom dvoru, ubijen umirovljeni kotorski biskup monsignor Ivo Gugić. Prema priopćenju apostolske nuncijature u Beogradu, radi se o grabežnom umorstvu.[1]

### 5. lipnja
- Predsjednik Međunarodnog suda za ratne zločine učinjene na tlu bivše Jugoslavije Antonio Cassese, nakon Zagreba, nastavlja razgovore u Beogradu i Sarajevu kako bi se izravno potvrdio stupanj suradnje s ICTY-em svih strana u provedbi Daytona.[1]

### 6. lipnja
- Posljednjeg dana bečkih pregovora Hrvatske, BiH i SRJ o razoružavanju načelno prihvaćen sporazum. Redukcija oružja trebala bi se završiti za 16 mjeseci, počevši od 1. srpnja o.g.[1]
- Europski parlament prihvatio Rezoluciju o neprimanju Hrvatske u Vijeće Europe.[1]
- TV BBC prikazala novi nastavak dokumentarne serije Smrt Jugoslavije.[1]

### 7. lipnja
- Američko ratno zrakoplovstvo (USAF) objavilo zaključke istrage o uzrocima pada zrakoplova boeing 737 pokraj Dubrovnika 3. travnja, u kojemu su poginuli američki ministar R. Brown, tridesetak američkih poslovnih ljudi i dvoje Hrvata: krivac pilot, ali i kriva procjena vojnih zapovjednika, jer su dopustili slijetanje u Dubrovnik.[1]

### 8. lipnja
- Po prihvaćenom sporazumu na bečkim pregovorima o razoružavanju odnos u teškom oružju između Federacije BiH i Republike Srpske bit će 2:1 u korist Federacije.[1]

### 9. lipnja
- Hrvatska policija jučer uhitila u Splitu Zlatka Aleksovskog, za kojim je Međunarodni sud za ratne zločine izdao nalog za uhićenje.[1]
- Mostarski upravitelj Casado najavio da će se mostarski izbori održati 30. lipnja o.g.[1]
- Skupina srpskih intelektualaca traži obustavu postupka protiv Karadžića i Mladića u Haagu, a Karadžića smatraju istinskim vođom svih Srba.[1]

### 10. lipnja
- Slovenija potpisala sporazum o pridruženom članstvu s Europskom unijom.[1]

### 11. lipnja
- U Oslu nije potpisan ugovor o subregionalnoj kontroli naoružanja između Hrvatske, BiH, SRJ, Federacije BiH i Republike Srpske, jer se Sarajevo protivi da se RS tretira kao ravnopravna stranka potpisnica.[2]

### 12. lipnja
- Nakon Baranje, od danas uspostavljene telefonske veze iz Hrvatske s okupiranim područjem Vukovara.[2]

### 13. lipnja
- Američkog admirala Leightona Smitha na dužnosti zapovjednik IFOR-a i cjelokupnog NATO-va Južnog krila zamjenjuje viceadmiral Joseph Lopez, također Amerikanac.[2]

### 14. lipnja
- U Firenzi, na ministarskom skupu o obnovi BiH, potpisan sporazum o subregionalnoj kontroli naoružanja, u istom obliku kako je dogovoren u Beču i Oslu.[2]

### 15. lipnja
- Predsjednik Republike Hrvatske dr. Franjo Tuđman položio vijenac na spomenik u Jasenovcu, rekavši tom prigodom kako polaže vijenac kao hrvatski Predsjednik svim žrtvama palim u Jasenovcu. Žrtvama fašizma i NDH, ali i onima koje je pogubio komunistički režim.[2]
- U Cazinu napadnut i ranjen Haris Silajdžić, dok je promovirao oporbenu Stranku za BiH.[2]

### 16. lipnja
- Na prostoru hrvatskog Podunavlja sada živi oko 85.000 ljudi, od kojih je 20.000 nesrba. Oko 10.000 Srba mora napustiti to područje jer su došli iz Bosne ili Srbije, rekao za Večernji list predstojnik Vladina Ureda za reintegraciju hrvatskog Podunavlja Ivica Vrkić.[2]

### 17. lipnja
- U Mostaru iz istočnog dijela grada kamenovan franjevački samostan. Muslimane zasmetalo slavlje Hrvata nakon pobjede Hrvatske nad Turskom na Europskom nogometnom prvenstvu u Engleskoj.[2]
- U Skopju ministar Granić otvorio veleposlanstvo Republike Hrvatske u Makedoniji.[2]
- Srbi iz hrvatskog Podunavlja traže da se mandat UNTAES-u produži za još 12 mjeseci, a traže i neku vrstu specijalnog statusa istočne Slavonije. To je odlučila skupština srijemsko-baranjske oblasti, rekao vođa podunavskih Srba Vojislav Stanimirović.[2]

### 18. lipnja
- Vijeće sigurnosti UN-a ukinulo embargo na uvoz oružja državama nastalim na području bivše Jugoslavije. Embargo bio na snazi od 25. rujna 1991. i bio povod mnogobrojnih diplomatskih bitaka.[2]
- Hrvatska biskupska konferencija ponovno izabrala zagrebačkog nadbiskupa kardinala Franju Kuharića za svog predsjednika.[2]
- Turski predsjednik Demirel, nakon posjeta Sarajevu, obišao s predsjednikom Izetbegovićem Mostar, gdje je u istočnom dijelu grada otvorio turski konzulat.[2]

### 19. lipnja
- Predsjednik Tuđman na čelu hrvatskog izaslanstva u dvodnevnom državnom posjetu Turskoj.[2]
- Zamjenik Carla Bildta, Michael Steiner optužio bosanske vlasti da ne čine ništa kako bi se spriječila pljačka i nasilje nad Srbima koji su ostali živjeti u sarajevskim predgrađima. Steiner ističe kako se u Sarajevu upravo provodi strategija etničkog inženjeringa, kojeg će epilog biti uspostava monoetničkog društva.[2]

### 20. lipnja
- Danas istekao rok za demilitarizaciju hrvatskog Podunavlja, koju je 20. svibnja u Belom Manastiru objavio prijelazni upravitelj Klein. Izaslanik predsjednika Republike general bojnik Slavko Barić u povodu toga izjavio da je raspušteno 90 posto vojnih i paravojnih srpskih postrojbi, te predano 90 posto teškog oružja.[2]
- SAD protiv Boutrosa Ghalija: Washington proglasio mogući reizbor glavnog tajnika UN neprihvatljivim.[2]
- Potpisan dogovor o crtama međuetničkog razgraničenja u BiH između sve tri strane.[2]

### 21. lipnja
- U Zagrebu predstavljena vrijedna monografija Ranjena crkva u Hrvatskoj.[3]

### 22. lipnja
- Predsjednik Komisije UN za ljudska prava Manfred Nowak u razgovoru za Večernji list ističe da Beograd stalno odbija razgovor o nestalima. Iskapanje Ovčare počet će ovog ljeta, a u BiH više od 300 masovnih grobnica.[3]

### 23. lipnja
- U Washingtonu sastavljen ugovor o uzajamnom ulaganju, o poticanju i uzajamnoj zaštiti ulaganja između Sjedinjenih Država i Republike Hrvatske.[3]

### 24. lipnja
- UNTAES počinje ovih dana uklanjati promatračnice UNCRO-a u hrvatskom Podunavlje, izjavio u Beogradu zapovjednik vojnih snaga UNTAES-a general Schoups.[3]
- Izbori u BiH održat će se 14. rujna, kako je predviđeno Daytonskim sporazumom, priopćio predsjedavajući OESS-a Flavio Cotti.[3]

### 25. lipnja
- Ministar vanjskih poslova dr. Mate Granić predao u Zagrebu diplome prvoj generaciji Diplomatske škole: hrvatsku diplomaciju sada čini 850 ljudi u zemlji i svijetu, a još 1990. u tadašnjoj diplomaciji bili je samo 29 Hrvata, rekao dr. Granić.[3]
- Vijeće Zapadnoeuropske unije (WEU) primilo Sloveniju u pridruženo članstvo, te u europske sigurnosne udruge.[3]
- U Sokolini ekshumirana tijela 47 Bošnjaka, koje su bosanski Srbi 14. srpnja 1992. pobili u autobusu u blizini Sarajeva, a trebali su biti razmijenjeni kao ratni zarobljenici.[3]

### 26. lipnja
- Predsjednik Tuđman primio pomoćnika američkog državnog tajnika Kornbluma, te mu rekao da se ne mogu stalno tražiti ustupci od Hrvata u Federaciji.[3]

### 27. lipnja
- Nakon pet godina, iz Vinkovaca krenuo prvi vlak prema podunavskom istoku - do Tovarnika.[3]
- Ministarstvo pravosuđa Republike Hrvatske objavilo službeni popis imena osoba na koje se ne odnosi Zakon o oprostu. U Županijskom sudu u Osijeku i Županijskom državnom odvjetništvu u Osijeku vodi se postupak protiv 811 osoba. Popis osoba za koje nema oprosta nije konačan.[3]
- SAD objavile da je vlada BiH odlučila ispuniti zahtjev iz Daytonskog mirovnog sporazuma i prekinuti vojnu i obavještajnu suradnju s Iranom, te poslati kući iranske gerilce.[3]
- U Haagu počelo javno preslušavanje u slučajevima Karadžić i Mladić. Optužnice obojicu terete za najteže ratne zločine, uključujući genocid i zločine protiv čovječnosti.[3]

### 28. lipnja
- Po programu hrvatske Vlade za mirnu reintegraciju hrvatskog Podunavlja, 15. siječnja 1997. na hrvatskim granicama bila bi hrvatska policija, na tome području bio bi hrvatski pravni poredak i puna sigurnost, a prestao bi mandat UNTAES-a.[3]
- Ako Radovan Karadžić ne odstupi s dužnosti predsjednika srpskog entiteta do 1. srpnja, Carl Bildt će zatražiti od UN-a ponovno uvođenje gospodarskih sankcija protiv bosanskih Srba i Beograda.[3]

### 29. lipnja
- Predsjednik SAD Bill Clinton i predsjednik Republike Hrvatske dr. Franjo Tuđman razmijenili pisma.[3]

### 30. lipnja
- U Mostaru održani lokalni izbori, uz prisutnost brojnih međunarodnih promatrača. Za Gradsko vijeće Mostara glasovalo se i u inozemstvu.[3]
- Radovan Karadžić odstupio s dužnosti predsjednika srpskog entiteta u BiH, a na tom mjestu ga je zamijenila dosadašnja potpredsjednica RS Biljana Plavšić.[3]